# Astyanax apiaka
Astyanax apiaka — вид харациноподібних риб родини харацинових (Characidae). Описаний у 2023 році.

## Етимологія
Вид названо на честь народу апіака — корінної групи, яка населяє регіон, де був зібраний новий вид, а також однойменної річки, де вид є ендеміком.

## Поширення
Ендемік Бразилії. Поширений лише у річці Апіака — притоці річки Телес-Пірес басейну річки Тапажос у штаті Мату-Гросу на півдні країни.

## Опис
Тіло завдовжки до 16,3 см. Основне забарвлення луски темно-сіро-коричневе на спині, блідне до сріблястого на боках і череві; є бічна смуга жовтого кольору. Плавці червоні або жовті, зазвичай сильно пігментовані. На хвостовій ніжці є пляма на плечовій частині, форма якої варіюється від округлої до горизонтально витягнутої, і розсіяна пляма пігменту, яка продовжується на променях середнього плавця.